# Tiara

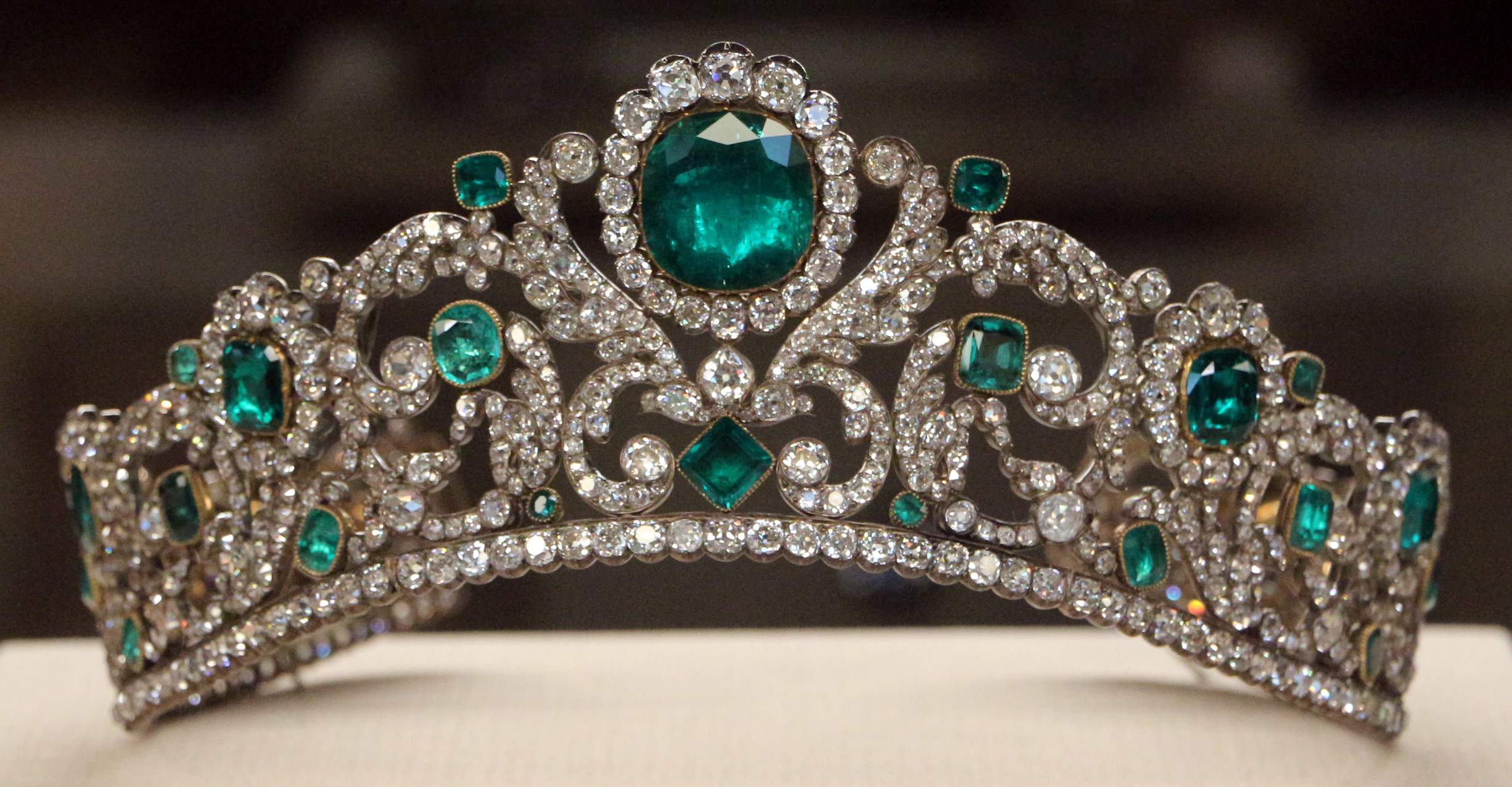
Az Angoulême-hercegnők tiarája (1814, Louvre)

A tiara (a perzsa تاره tara szóból származik, ami latinul „tiara”) általában csúcsos fejdísz; az uralkodók, pápák, és egyéb előkelőségek megkülönböztetését és hatalmát jelképezi.
Valószínűleg az ókori Mezopotámiából származik, ahol az uralkodók használták fejdíszként, valamint megkülönböztetésként. Perzsiában ugyancsak az uralkodók és a papok viselték. Ekkor még általában nemezből vagy szövetből készült, és leginkább egy csúcsos süvegre hasonlított.
Később, a kereszténység elterjedtével a pápák egyik legfőbb jelképe lett: egyszerre szimbolizálta a pápa hatalmát, és az ég felé törését magas csúcsával. A pápai tiara  a pápák koronázási ékszereinek egyike.
Az idő haladtával a tiara először csak az uralkodók, fejedelmek „tartozéka” lett, majd később már mindenki viselhette, aki nemesi származású volt. A 18. századtól kezdve a tiara egyre inkább a nemesi családból származó nők kiváltsága lett, férfiak ekkorra már nemigen hordták.
A 19. században és a 20. században már kizárólagosan női viseletnek, afféle „kiegészítőnek” számított. Mára a tiara viselése nem csak a nemesség kiváltsága, tiarát kapnak például a szépségkirálynők is.

## Képek

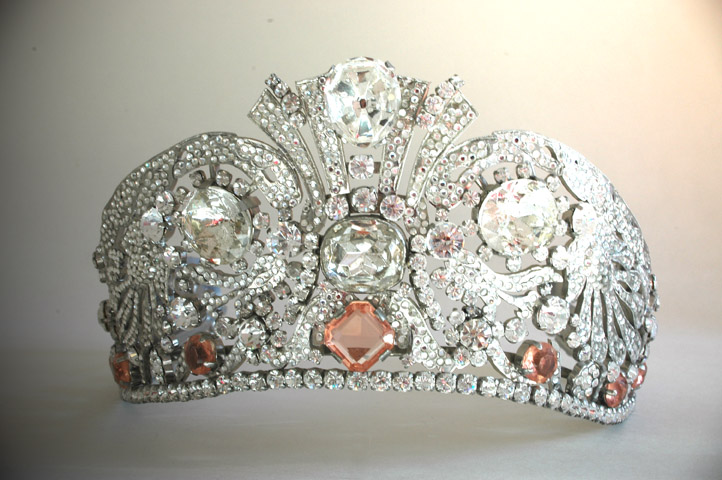
A Strass-tiara
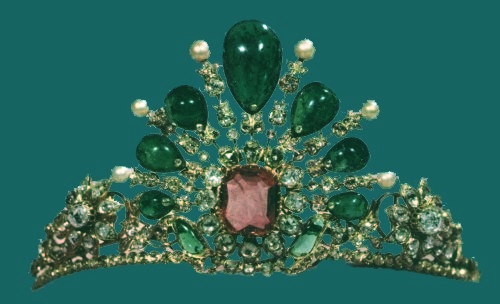
Az iráni koronaékszerek egyik darabja
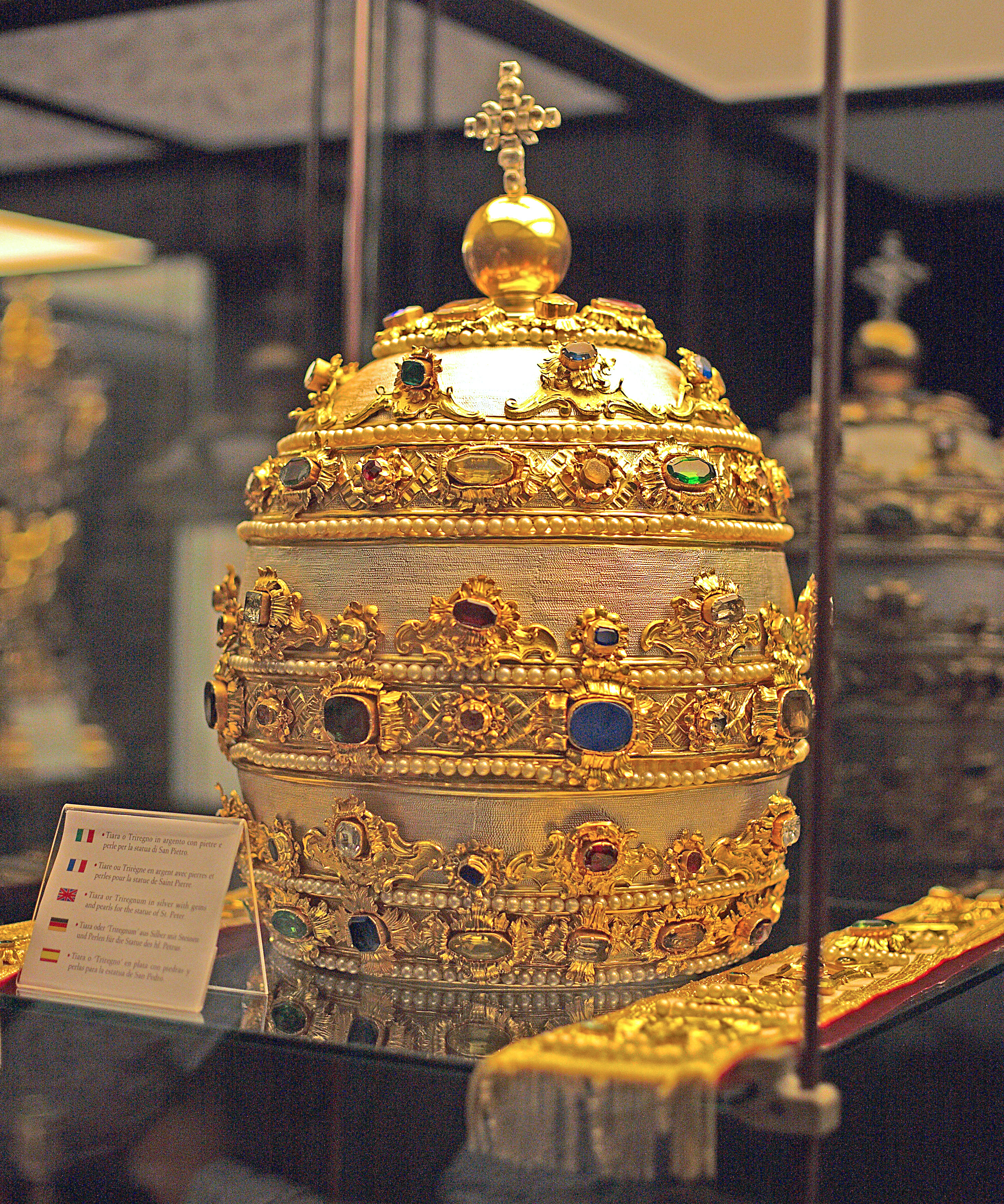
A pápai tiara (zafír, rubin, smaragd és más drágakövek díszítésével)
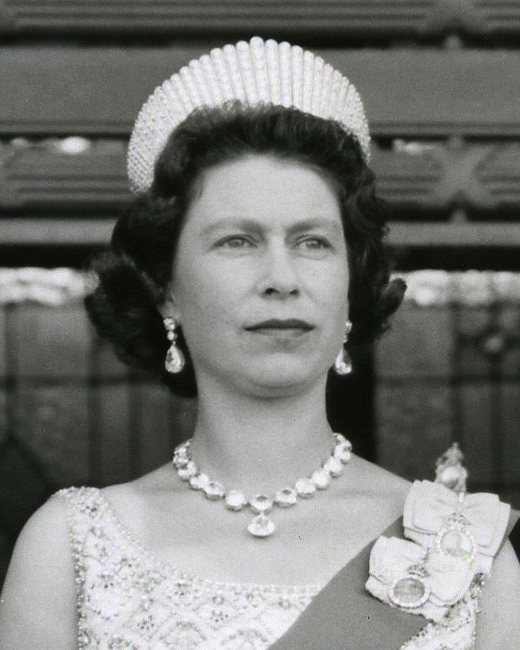
II. Erzsénet királynő Kokoshnik tiarás képe 1963-ból